# توماس ستون
توماس ستون (بالإنجليزية: Thomas Stone) (و. 1743 – 1787 م) هو سياسي، ومحامي، وفلاح من المملكة المتحدة. شارك في إعلان الاستقلال الأمريكي.
توفي في الإسكندرية، فيرجينيا، عن عمر يناهز 44 عاماً.